# Wang Xiaojun
Wang Xiaojun (王晓军, 1968) pertenece al linaje tradicional del estilo Chen de Taichi Chuan, formando parte de la 4ª generación de la línea del estilo Chen de Pekín.

El maestro Wang Xiaojun es practicante de Taichi y Kung-fu Shaolin desde los 6 años.

Es Doctor en Educación Física especializado en Wushu (Artes Marciales Chinas), con tesis sobre el Taichi Chuan, en la Universidad de Deportes de Pekín. Es profesor de Chikung y Taichi en el departamento de Yangsheng (salud) en esta misma Universidad y exdirector del Colegio de Wushu. Además, es titulado en Medicina Tradicional China en la Facultad de M.T.C. de Pekín, especialista en Tuina-Anmo (masaje chino).

El maestro Wang Xiaojun es también Presidente del Instituto Nacional Chino de Investigación de Wushu y Medicina Tradicional China, Presidente honorífico del Club de Taichi Escuela Tantien de Valencia, consejero y profesor en la Asociación Estatal China de Chikung de Salud y en la televisión nacional CCTV, Juez Internacional de la Federación China de Wushu, experto en Taichi Chuan del estilo Chen y Yang, Chikung y Kung-fu de Shaolin con más de 35 años de experiencia.

Es discípulo directo de: 
- Tian Qiutian (3ª generación de Taichi Chuan estilo Chen de Pekín, discípulo del maestro Tian Xiuchen, a su vez discípulo del Gran Maestro Chen Fake).
- Dr. Li Yongchang (reconocido experto en Medicina Tradicional China, Chikung médico y masaje Tuina-anmo, fundador del Instituto Nacional Chino de Investigación del Wushu y Medicina Tradicional China y exdirector de la Clínica de la Universidad de Deportes de Pekín).
- Mei Mosheng (3ª generación de Alquimia Interna Dao Jia Nei Dan Hun Yuan Gong, discípulo del maestro Hu Haiya, a su vez discípulo del reputado maestro de Alquimia Interna Chen Yingning).
Entre sus maestros también destacan:
- Kan Guixiang (alumna del maestro Tian Xiuchen, conocida por la forma de 36 del estilo Chen).
- Men Huifeng (profesor pionero en las formas modernas de Taichi más conocidas).
- Li Jongyin (uno de los 8 discípulos del maestro Chen Fake).
- Zhang Guangde (creador del famoso método Daoyin Yangsheng Gong).
- Dr. Qiao Hongru (experto en Chikung y Medicina Tradicional China de la Universidad de Deportes de Shandong).
- Zhang Rongshi (Kung-fu Shaolin del Norte)
- Yu Hai (Kung-fu Mantis).

El Dr. Wang ha publicado varios libros sobre Taichi, Chikung, Tuina-Anmo y Kung-fu Shaolin, que son de obligado estudio en todas las Universidades de Educación Física de China, además de diversos artículos sobre Taichi. Además, ha dirigido un programa de investigación sobre los “efectos del Taichi en pacientes hipertensos” a petición del Gobierno Chino.

Junto con sus maestros Tian Qiutian y Dr. Li Yongchang, y su discípulo Félix Castellanos, ha desarrollado formas de Taichi Chuan de pocos movimientos que sirven como introducción al Taichi y que combinan algunos de los ejercicios más típicos de este estilo, realizando acciones de avanzar, retroceder, caminar a izquierda y derecha y subir y bajar, es decir, moviéndose en las 6 direcciones, consiguiendo por tanto, con pocos ejercicios, mover gran parte de los grupos y cadenas musculares y movilizar la sangre y el Qi por los distintos vasos y canales de acupuntura. 

Además de su actividad investigadora y docente en la Universidad de Deportes de Pekín, el Dr. Wang imparte clases de Taichi Chuan y Chikung a los médicos del Hospital Universitario n.º 3 de Pekín, donde dirige varias investigaciones. Asimismo, imparte cursos en multitud de países, como España, Italia, Alemania, Bélgica, EE. UU., Canadá, Australia, Nueva Zelanda, Rusia, Japón y, por supuesto, varios lugares de China.

Todos los años viaja a Valencia (España), donde imparte cursos y seminarios de Taichi Chuan y Chikung en la escuela que dirige su único discípulo, el maestro Félix Castellanos (a quien otorgó la 5ª generación de Taichi Chuan estilo Chen de Pekín), además de conferencias en el Instituto Confucio de la Universidad de Valencia.

Su labor de investigación y docencia de Chikung y Taichi Chuan ha sido altamente reconocida en China y distintos países del mundo, habiendo sido reconocido, además, como el Doctor en Educación Física especializado en Wushu/Taichi más joven de China con un nivel de experiencia tan elevado.